# 我！
我！是美国创作歌手泰勒·斯威夫特的一首歌曲，和美國樂團迪斯可癟三的主唱布伦登·尤里合唱。歌曲在2019年4月26日由联众唱片发行，作為斯威夫特第七张专辑《情人》的首波主打单曲。這首歌由斯威夫特、喬爾·立特、及尤里共同創作，並由斯威夫特及立特共同製作。

## 詞曲創作
這首歌由泰勒·斯威夫特、布倫登·尤里及喬爾·立特共同創作，並由斯威夫特及立特共同製作。歌詞的部分，斯威夫特說道：「我！這首歌是一首關於擁抱自我的獨特性，並真的為此感到快樂及擁抱它，我相信透過流行樂，我能夠讓這首歌的旋律在大家的腦中不斷地播放，我也希望讓大家因此感到快樂並能夠開心地接受自己！」。曲調的部分，這是一首輕快的流行樂、流行舞曲及泡泡糖流行樂。

## 宣传
於2019年4月13日，斯威夫特於社交媒體上載標題為「4.26」的帖文，並在Instagram和官方網頁上進行倒數，及後亦持續上載我！的音樂錄影帶場景截圖，但並未加以說明。於4月25日，多間新聞媒體報導，於斯威夫特的家鄉田納西州納許維爾的一個名叫The Gulch的社區有一幅蝴蝶壁畫，簽署顯示為由街頭藝術家Kelsey Montague所繪製，報導指出壁畫與斯威夫特即將於2019年4月26日發行的音樂有關。結果有幾百名粉絲聚集在有寫著「我！」（ME!）的蝴蝶壁畫的社區內。 Montague告訴WKRN這幅壁畫是為ABC，ESPN和2019年NFL選秀畫的。但是斯威夫特後來發布了她的Instagram限時動態中，表示她委託製作了壁畫並提供了關於新單曲的線索，後來並出現在現場與大批粉絲一起合照。她表示，4月25日在納許維爾的ABC直播中會播出她與羅賓·羅伯茨有關新單曲的採訪。在採訪提問中，她確認了新單曲會與布伦登·尤里合作，並說這首歌及其音樂錄影帶將在午夜發布。

## 音樂錄影帶
我！的音樂錄影帶將於2019年4月26日美國東部標準時間午夜零時（格林威治標準時間04:00）在YouTube上首播。音樂錄影帶的導演為斯威夫特及戴夫·梅耶斯 (導演)。在音樂錄影帶發行之前，斯威夫特在Instagram發了許多音樂錄影帶內的場景照片。在音樂錄影帶公開後，24小時內就獲得了6520萬次的播放量，打破自己於2017年《看是你逼我的》的音樂錄影帶發佈後締造的24小時內4320萬次的觀看次數，亦打破了由亞莉安娜·格蘭德的謝謝，下一位音樂錄影帶保持的Vevo24小時觀看紀錄而重登首位，亦成為了YouTube24小時內音樂錄影帶觀看次數最多的女歌手及第二多的歌手。
音樂錄影帶發佈後，粉絲和媒體均在影片內發現斯威夫特引用了不少自出道以來到最近時期的彩蛋，引發熱議。此後，斯威夫特在社交媒體上向歌迷表示有把新專輯的名字和下一支單曲的資訊隱藏在影片內。

## 現場表演
斯威夫特與布倫登·尤里一起，在2019年5月1日的「2019年公告牌音乐奖」頒獎典禮上首次現場表演這首歌。2019年5月21日，他們在美國好聲音第16季決賽中壓軸演出。2019年6月1日，他們在iHeartRadio Wango Tango一起壓軸演唱這首歌。
斯威夫特於2019年5月23日首次演出這首歌的獨唱版本是在《德國超級名模生死鬥》第14季的決賽時演出。2019年5月24日，斯威夫特在英國受邀擔任葛雷漢諾頓秀的嘉賓，並演唱這首歌的獨唱版本。2019年5月25日，斯威夫特在法國好聲音第八季中演唱這首歌的獨唱版本以及與學員演唱通通甩掉。2019年7月10日，斯威夫特在亞馬遜音樂的Prime一天演唱會上表演這首歌的獨唱版本。

## 媒體使用
在這首歌發行數小時後，ABC和ESPN在2019年国家橄榄球联盟选秀状元第二晚的開頭使用了這首歌。這首歌還出現在2019年斯威夫特與第一資本拍攝的合作廣告，以及CBeebies電視頻道的節目《Pablo》的預告片中。
2021年6月28日，韓國女子組合TWICE的台灣籍成員周子瑜發布了這首歌的翻唱版本，而Stray Kids的方燦作為客串。10秒的預告片於2021年6月22日在YouTube上發布，一天就累積了170萬的瀏覽量。

## 獎項
| 年份 | 組織                  | 獎項                 | 成績 | 參考   |
| ---- | --------------------- | -------------------- | ---- | ------ |
| 2019 | 青少年选择奖          | 最佳女歌手歌曲獎     | 提名 | [ 19 ] |
| 2019 | 青少年选择奖          | 最佳流行歌曲獎       | 提名 | [ 19 ] |
| 2019 | MTV音樂錄影帶大獎     | 最佳合作             | 提名 | [ 20 ] |
| 2019 | MTV音樂錄影帶大獎     | 最佳攝影             | 提名 | [ 20 ] |
| 2019 | MTV音樂錄影帶大獎     | 最佳視覺效果         | 獲獎 | [ 20 ] |
| 2019 | MTV日本音樂錄影帶大獎 | 最佳國際女歌手錄影帶 | 獲獎 | [ 21 ] |
| 2019 | 巴西兒童票選獎        | 年度繁華音樂錄影帶   | 提名 | [ 22 ] |
| 2019 | 全美民選獎            | 年度音樂錄影帶       | 提名 | [ 23 ] |
| 2019 | MTV歐洲音樂大獎       | 最佳音樂錄影帶       | 獲獎 | [ 24 ] |

## 曲目列表
- CD、數位下載及串流媒體[25]

1. "Me!" – 3:13

- 7吋及12吋黑膠唱片[26][27]

1. "Me!" – 3:13
2. "Me!" – 3:13

- CD及數位下載 (告示牌音樂獎現場表演彩排錄音帶)[28]

1. "Me!" (告示牌音樂獎現場表演彩排錄音帶)

- 7吋及12吋黑膠唱片 (告示牌音樂獎現場表演彩排錄音帶)[29][30]

1. "Me!" (告示牌音樂獎現場表演彩排錄音帶)

## 製作人員
資料來源：Tidal 
- Taylor Swift：主要聲樂、和聲、詞曲作家、製作人
- Joel Little：製作人、詞曲作家、鼓的編程、吉他、鍵盤、錄製工程、合成器編程、錄音室人員
- Brendon Urie：客串聲樂、詞曲作家
- John Rooney：錄製工程協助、錄音室人員
- Serban Ghenea：混音工程、錄音室人員
- John Hanes：混音工程、錄音室人員

## 榜单
| 榜单（2019年）                                         | 最高 排位 |
| ------------------------------------------------------ | --------- |
| 阿根廷（Argentina Hot 100）                            | 42        |
| 澳大利亚（澳大利亚唱片业协会單曲榜）                   | 2         |
| 奥地利（Ö3四十强单曲榜）                               | 7         |
| 比利时佛兰德（Ultratop五十强单曲榜）                   | 20        |
| 比利时瓦隆（Ultratop五十强单曲榜）                     | 36        |
| 玻利维亚（拉美監控）                                   | 7         |
| 巴西（克勞利廣播分析电台榜）                           | 87        |
| 巴西（克勞利廣播分析国际流行电台榜）                   | 6         |
| 加拿大（Canadian Hot 100）                             | 2         |
| 加拿大（《告示牌》Canada AC）                          | 2         |
| 加拿大（《告示牌》Canada CHR）                         | 4         |
| 加拿大（《告示牌》Canada Hot AC）                      | 3         |
| 中国（《告示牌》China Airplay Chart/Foreign Language） | 1         |
| 独联体（Tophit独联体电台榜）                           | 122       |
| 哥伦比亚（國家報告）                                   | 23        |
| 哥斯达黎加（拉美監控）                                 | 6         |
| 克罗地亚（克罗地亚广播电视台）                         | 3         |
| 捷克（電台百強單曲榜）                                 | 6         |
| 捷克（百強數位單曲榜）                                 | 5         |
| 丹麥（Hitlisten单曲榜）                                | 19        |
| 厄瓜多尔（國家報告）                                   | 1         |
| 萨尔瓦多（拉美監控）                                   | 3         |
| 爱沙尼亚（Eesti Tipp-40）                              | 5         |
| 欧洲（《告示牌》Euro Digital Songs）                   | 1         |
| 芬兰（芬蘭官方單曲榜）                                 | 16        |
| 法国（法國唱片出版業公會單曲榜）                       | 66        |
| 德国（德國官方單曲榜）                                 | 12        |
| 希腊（国际唱片业协会希腊分会国际榜）                   | 4         |
| 危地马拉（拉美監控）                                   | 15        |
| 洪都拉斯（拉美監控）                                   | 10        |
| 匈牙利（四十強單曲榜）                                 | 1         |
| 匈牙利（四十強串流榜）                                 | 4         |
| 冰岛（冰島唱片業協會单曲榜）                           | 4         |
| 愛爾蘭（愛爾蘭唱片音樂協會单曲榜）                     | 5         |
| 以色列（媒体森林）                                     | 3         |
| 意大利（意大利音乐产业联盟单曲榜）                     | 19        |
| 日本（Japan Hot 100）                                  | 6         |
| 日本（Oricon合算单曲榜）                               | 22        |
| 拉脱维亚（拉脱维亚表演者和制片人协会单曲榜）           | 4         |
| 黎巴嫩（黎巴嫩官方二十强合算榜）                       | 2         |
| 盧森堡（《告示牌》Luxembourg Digital Song Sales）      | 4         |
| 马来西亚（馬來西亞唱片業協會单曲榜）                   | 2         |
| 立陶宛（AGATA单曲榜）                                  | 5         |
| 墨西哥（拉美監控）                                     | 2         |
| 墨西哥（《告示牌》Mexico Airplay）                     | 1         |
| 荷兰（荷蘭四十強單曲榜）                               | 17        |
| 荷兰（百强单曲榜）                                     | 21        |
| 新西兰（新西兰唱片音乐协会单曲榜）                     | 3         |
| 尼加拉瓜（拉美監控）                                   | 1         |
| 挪威（世道單曲榜）                                     | 9         |
| 巴拿马（拉美監控）                                     | 9         |
| 秘鲁（拉美監控）                                       | 19        |
| 波蘭（波蘭百大電台榜）                                 | 10        |
| 葡萄牙（葡萄牙唱片業協會单曲榜）                       | 11        |
| 葡萄牙（《告示牌》Portugal Digital Songs）             | 1         |
| 罗马尼亚（罗马尼亚百大电台榜）                         | 67        |
| 蘇格蘭（官方榜单公司單曲榜）                           | 1         |
| 新加坡（新加坡唱片業協會单曲榜）                       | 21        |
| 斯洛伐克（電台百強單曲榜）                             | 9         |
| 斯洛伐克（百強數位單曲榜）                             | 4         |
| 斯洛文尼亚（斯洛文尼亚五十大单曲榜）                   | 9         |
| 韩国（Gaon数字单曲榜）                                 | 134       |
| 西班牙（西班牙音樂製作協會）                           | 36        |
| 瑞典（瑞典最熱榜）                                     | 11        |
| 瑞士（瑞士热门音乐榜）                                 | 12        |
| 英國（官方榜单公司單曲榜）                             | 3         |
| 美国（《告示牌》百大單曲榜）                           | 2         |
| 美國（《告示牌》成人當代單曲榜）                       | 6         |
| 美國（《告示牌》Adult Pop Airplay）                    | 5         |
| 美國（《告示牌》Dance/Mix Show Airplay）               | 19        |
| 美國（《告示牌》Dance Club Songs）                     | 8         |
| 美國（《告示牌》Pop Airplay）                          | 7         |
| 美国（《滚石》百强单曲榜）                             | 27        |
| 委内瑞拉（國家報告）                                   | 10        |

| 榜单（2019年）                          | 排位 |
| --------------------------------------- | ---- |
| 阿根廷（拉美監控）                      | 31   |
| 澳大利亚（澳大利亚唱片业协会单曲榜）    | 68   |
| 比利时（Ultratop佛兰德）                | 80   |
| 玻利维亚（拉美监控）                    | 84   |
| 加拿大（Canadian Hot 100）              | 35   |
| 哥斯达黎加（拉美監控）                  | 66   |
| 萨尔瓦多（拉美監控）                    | 51   |
| 危地马拉（拉美監控）                    | 79   |
| 洪都拉斯（拉美監控）                    | 52   |
| 匈牙利（四十强单曲榜）                  | 85   |
| 匈牙利（四十强流媒体榜）                | 85   |
| 冰岛（冰岛唱片业协会单曲榜）            | 95   |
| 日本（《告示牌》Japan Hot Overseas）    | 7    |
| 日本（《告示牌》Japan Streaming Songs） | 75   |
| 墨西哥（拉美監控）                      | 50   |
| 尼加拉瓜（拉美監控）                    | 40   |
| 荷兰（荷兰四十强音乐榜）                | 95   |
| 巴拿马（拉美監控）                      | 77   |
| 波兰（波兰音像制品协会单曲榜）          | 100  |
| 葡萄牙（葡萄牙唱片业协会单曲榜）        | 193  |
| 斯洛文尼亚（斯洛文尼亚五十强榜单）      | 48   |
| 英国（官方榜单公司单曲榜）              | 71   |
| 美国（Billboard Hot 100）               | 43   |
| 美国（《公告牌》Adult Contemporary）    | 18   |
| 美国（《公告牌》Adult Top 40）          | 22   |
| 美国（《公告牌》Mainstream Top 40）     | 41   |
| 美国（《滚石》百强单曲榜）              | 50   |

## 认证与销量
| 地區                                 | 认证    | 认证单位/销量 |
| ------------------------------------ | ------- | ------------- |
| 澳大利亚（澳大利亚唱片业协会）       | 5× 白金 | 350,000‡      |
| 奥地利（國際唱片業協會奧地利分會）   | 白金    | 30,000‡       |
| 巴西（巴西唱片業協會）               | 钻石    | 160,000‡      |
| 加拿大（加拿大音乐协会）             | 白金    | 80,000‡       |
| 丹麦（國際唱片業協會丹麥分會）       | 金      | 45,000‡       |
| 德国（聯邦音樂產業協會）             | 金      | 200,000‡      |
| 意大利（意大利音乐产业联盟）         | 金      | 35,000‡       |
| 墨西哥（墨西哥音像製品協會）         | 金      | 30,000‡       |
| 新西兰（新西兰唱片音乐协会）         | 金      | 15,000‡       |
| 挪威（國際唱片業協會挪威分会）       | 金      | 30,000‡       |
| 波兰（波蘭音像製造商協會）           | 白金    | 20,000‡       |
| 葡萄牙（葡萄牙唱片業協會）           | 白金    | 10,000‡       |
| 西班牙（西班牙音樂製作協會）         | 金      | 30,000‡       |
| 英国（英国唱片业协会）               | 白金    | 600,000‡      |
| 美国（美國唱片業協會）               | 2× 白金 | 2,000,000‡    |
| 流媒体                               |         |               |
| 日本（日本唱片協會）                 | 金      | 50,000,000†   |
| ‡僅含認證的+實際銷量 †僅含認證的銷量 |         |               |

## 發行歷史
| 地区     | 日期           | 格式                       | 唱片公司 | 参考                    |
| -------- | -------------- | -------------------------- | -------- | ----------------------- |
| 全球     | 2019年4月26日  | 串流媒體・數位下載         | 聯眾     | [ 149 ]                 |
| 義大利   | 2019年4月26日  | 當代流行電台               | 環球音樂 | [ 150 ]                 |
| 英國     | 2019年4月27日  | 當代流行電台               | 維京百代 | [ 151 ]                 |
| 美國     | 2019年4月29日  | 成人當代電台・CD・黑膠唱片 | 聯眾     | [ 152 ] [ 153 ] [ 154 ] |
| 美國     | 2019年4月30日  | 當代流行電台               | 聯眾     | [ 155 ]                 |
| 中国大陆 | 2019年12月14日 | CD                         | 环球音乐 | [ 156 ]                 |